# Sárga dzsungelharang
A sárga dzsungelharang (Allamanda cathartica) a tárnicsvirágúak (Gentianales) rendjébe és a meténgfélék (Apocynaceae) családjába tartozó faj.

## Előfordulása
A sárga dzsungelharang eredeti előfordulási területe Brazília. Carl Friedrich Philipp von Martius német botanikus és felfedező megemlíti a „Flora Brasiliensis” című könyvében. Ezt a növényfajt azonban dísznövényként számos helyen termesztik, főleg Ázsia trópusi részein, mint például Indiában és Srí Lankán. A Puerto Ricó-i Canóvanas nevű város örökbe fogadta ezt a növényfajt, és helybéli neve - canario amarillo - alatt hivatalos virágává választotta.

## Megjelenése
Ez a dzsungelharangfaj nem hajt kacsokat, indákat vagy légző gyökereket. A termesztett példány, kisebb cserje méretűre nyírható. Ha nem nyírják, akkor 6 méter magasra is megnő. Amint neve is mutatja, virágai sárgák. Magvai kampós tüskékkel borított, gömb alakú tokban ülnek.

## Képek

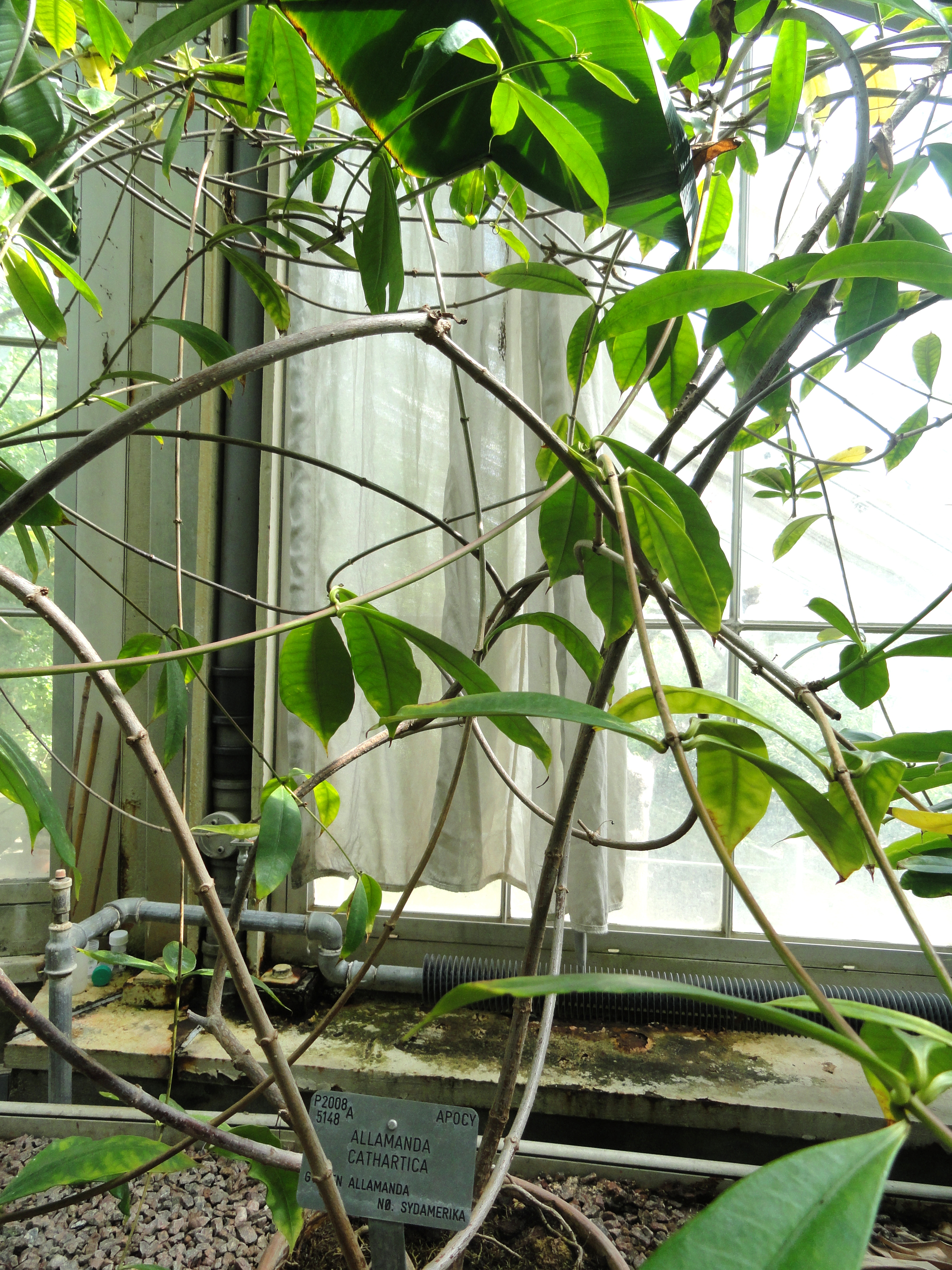
A növény
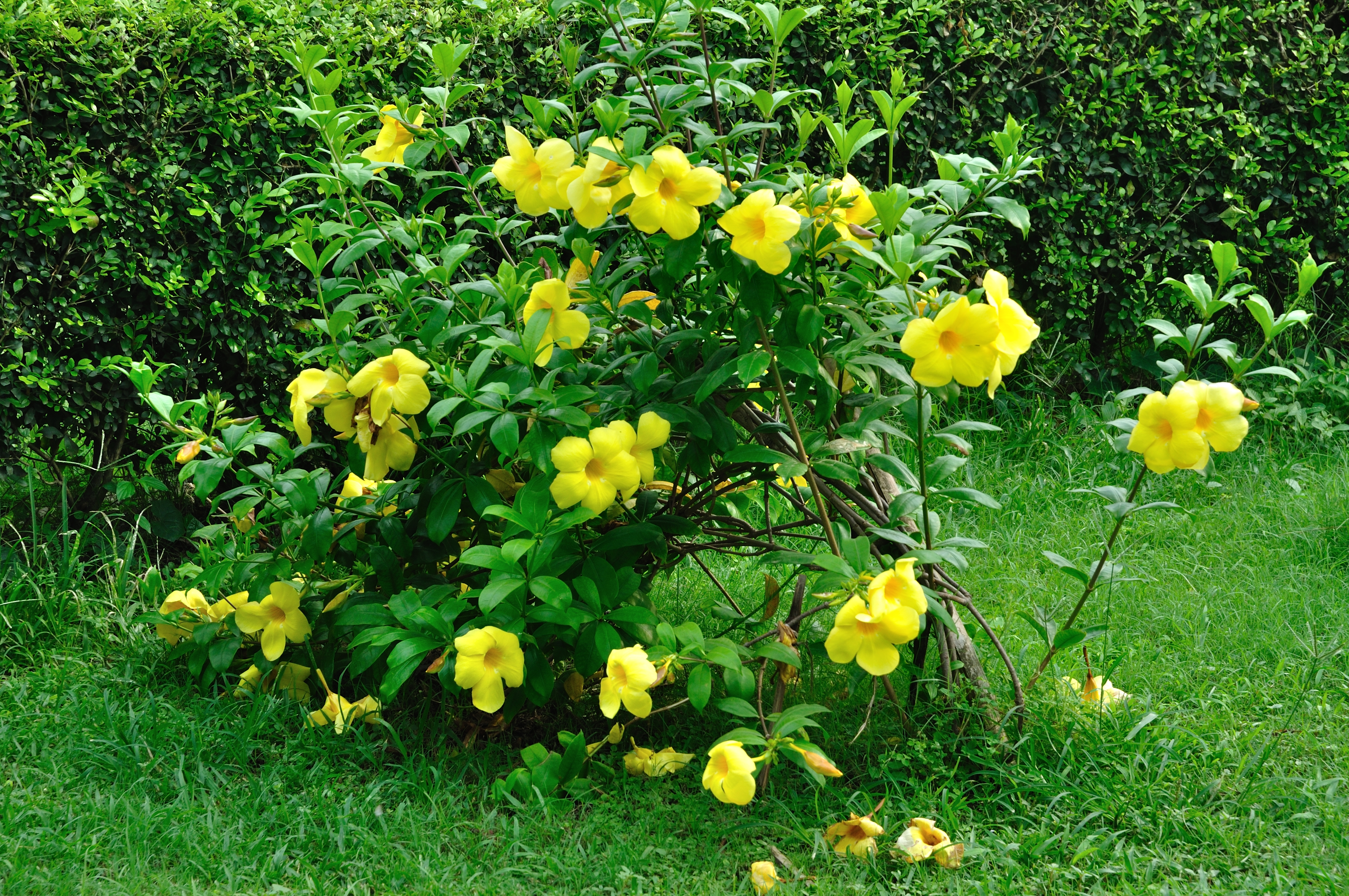
kivirágozva
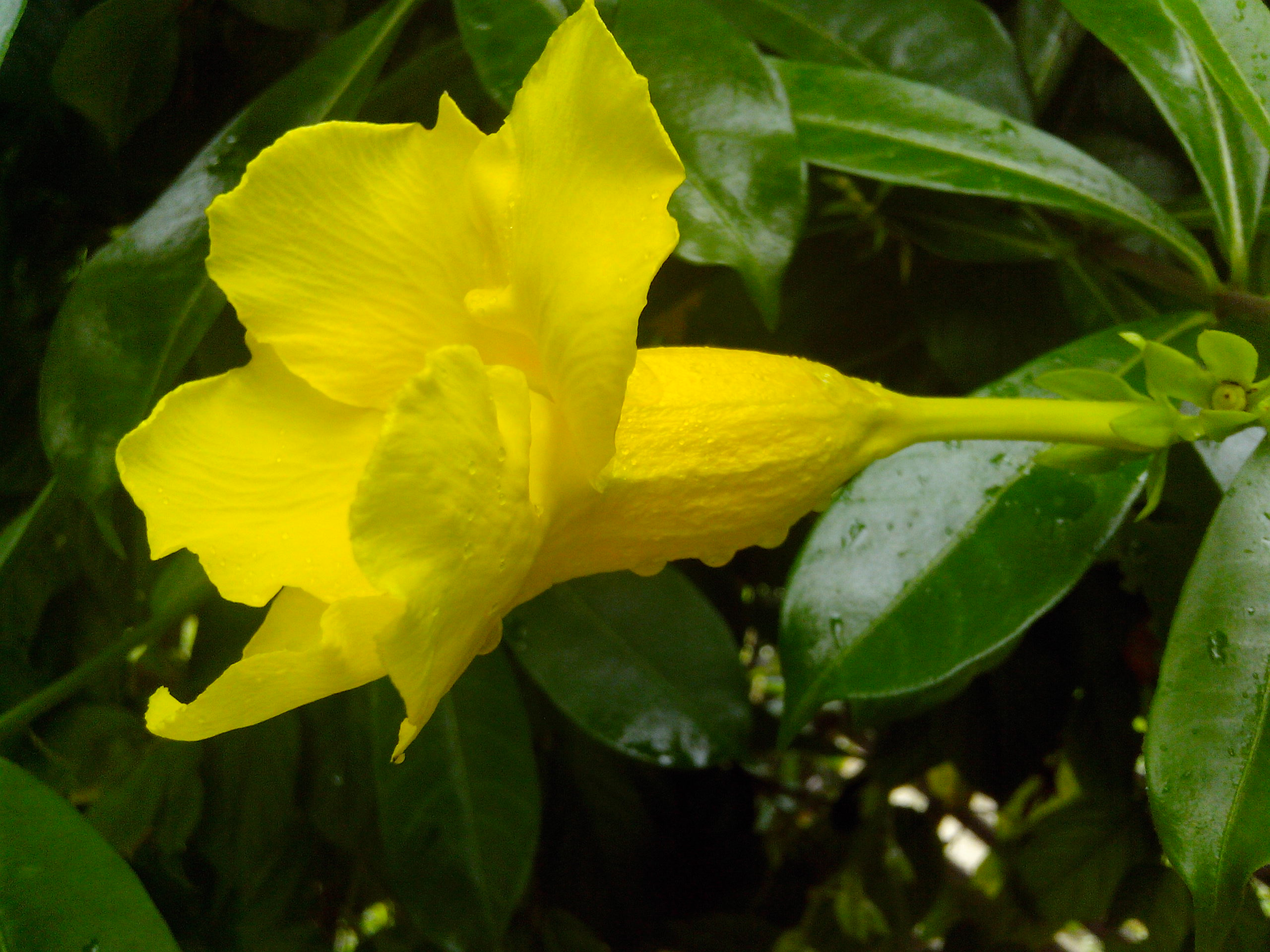
Sárga virága
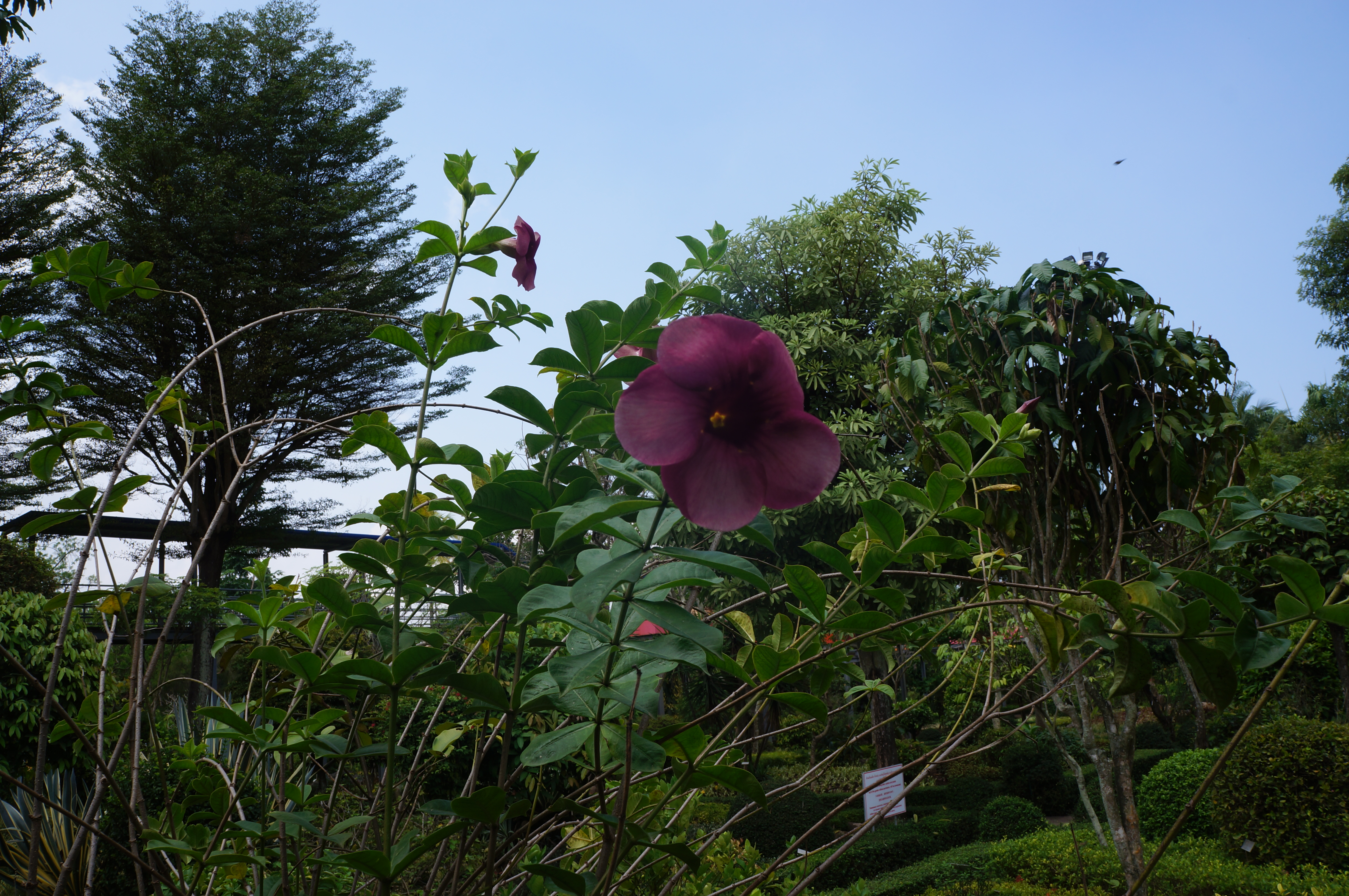
A termesztett 'Cherries Jubilee'
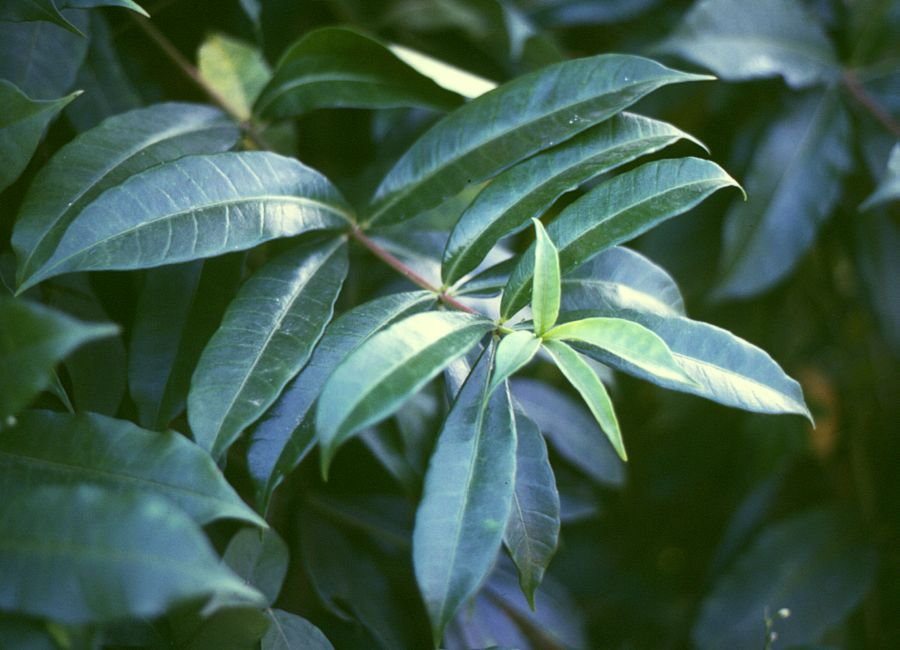
Levelei
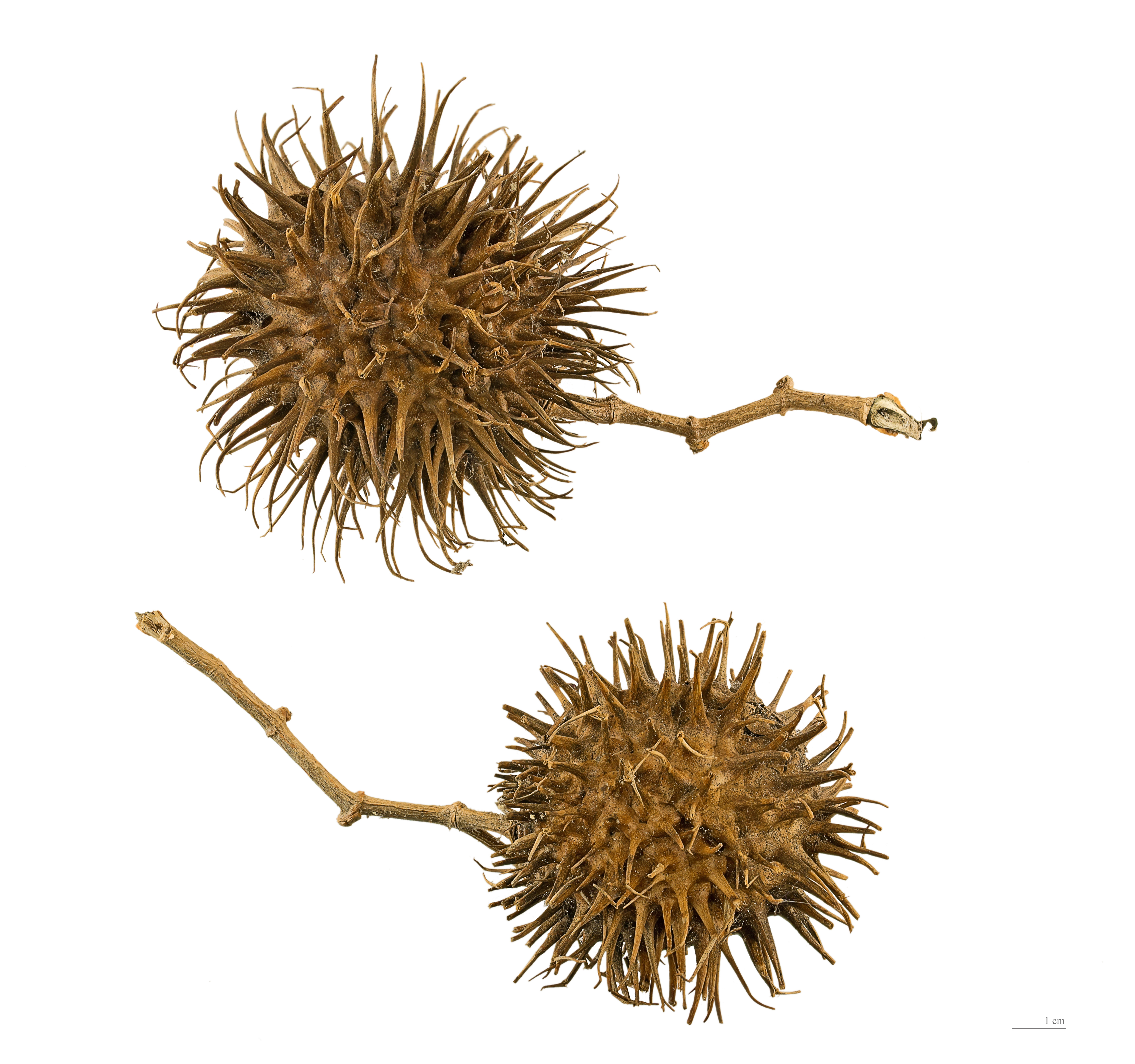
Termései
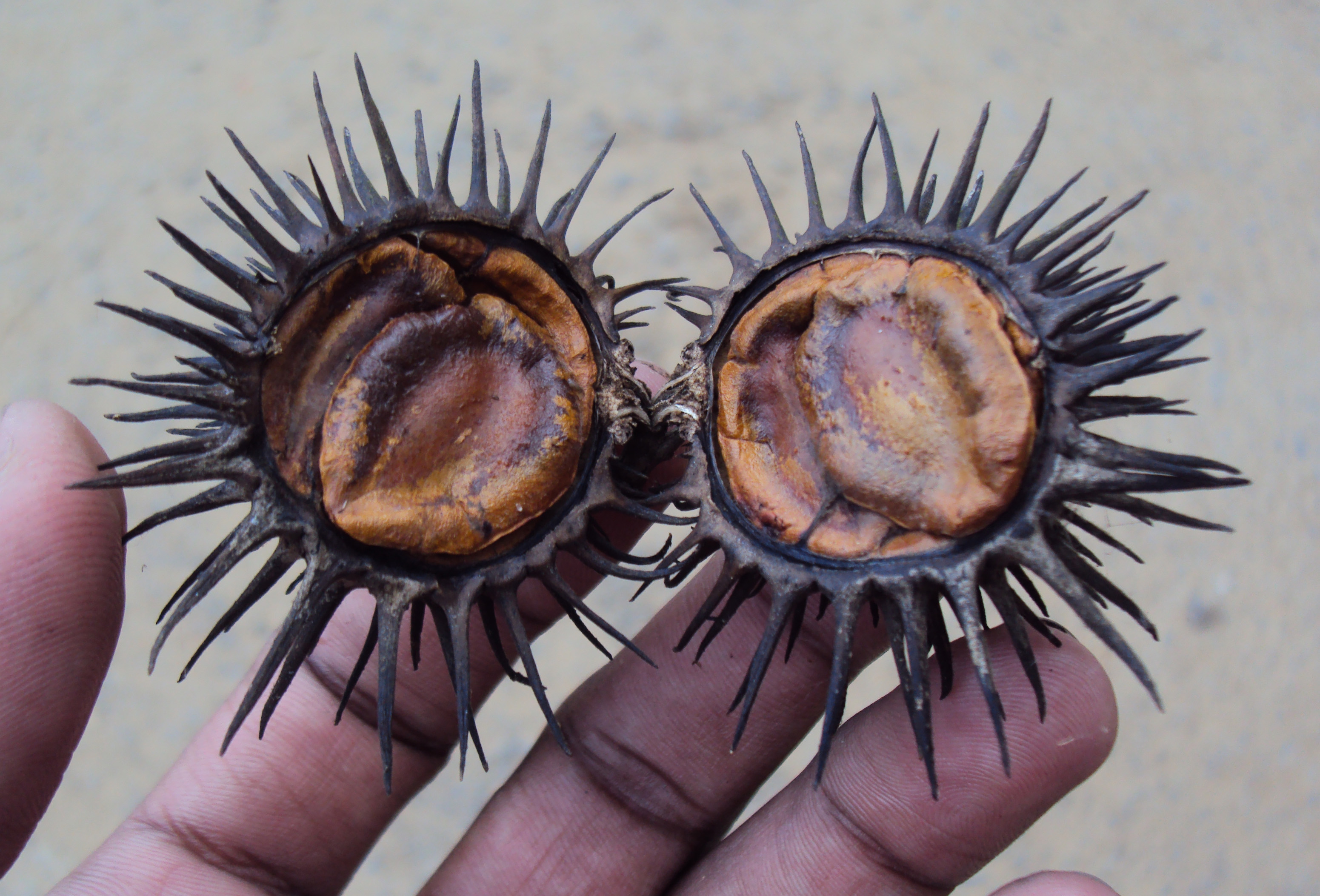
kettévágva

## Fordítás
- Ez a szócikk részben vagy egészben  az   Allamanda cathartica című angol Wikipédia-szócikk ezen változatának fordításán alapul.  Az eredeti cikk szerkesztőit annak laptörténete sorolja fel. Ez a jelzés csupán a megfogalmazás eredetét és a szerzői jogokat jelzi, nem szolgál a cikkben szereplő információk forrásmegjelöléseként.